# Diuna. Bitwa pod Corrinem
Diuna. Bitwa pod Corrinem – powieść z 2004 roku osadzona w Uniwersum Diuny, napisana przez Briana Herberta i Kevina J. Andersona. Akcja książki toczy się 10 000 lat  przed wydarzeniami opisanymi przez Franka Herberta w oryginalnych Kronikach Diuny. Bitwa pod Corrinem to ostatnia z trzech książek składających się na serię Legendy Diuny. Książka przedstawia losy bohaterów, których rodziny staną się w przyszłości jednymi z najbardziej wpływowych we wszechświecie: Atrydów, Corrinów i Harkonnenów. 

## Fabuła
Akcja książki rozpoczyna się blisko 60 lat po wydarzeniach kończących Krucjatę przeciw maszynom. Dżihad Butleriański, czyli walka ludzi z Ligi Szlachetnych z myślącymi maszynami pod wodzą Omniusa trwa już prawie od wieku. 
Nikczemne eksperymenty Tlulaxan na niewolnikach wyszły na jaw. Robot Erazm wraz ze swoim podopiecznym Gilbertusem Albansem próbują stworzyć śmiercionośnego wirusa w celu zniszczenia ludzi. Dowódcą armii ludzi jest Vorian Atryda, który pomimo zaawansowanego wieku posiada młode ciało, dzięki zabiegowi przeprowadzonemu wiele lat wcześniej przez jego ojca - generała Agamemnona. Stosunki primero Atrydy z jego rodzonymi synami są nie najlepsze, dlatego Vorian postanawia odnaleźć potomków ze związków z innymi kobietami niż jego ukochana Leronica. 
W tym czasie planety Ligi Szlachetnych zostają zaatakowane przez automatyczne rakiety rozpylające rotawirusa stworzonego przez maszyny. Wybucha pandemia; śmiertelność po zakażeniu wirusem sięga 43%, a zarażenie jest równoznaczne z licznymi powikłaniami i wielkim cierpieniem. Ludzkość zostaje zdziesiątkowana, a na wielu planetach panuje chaos. Chcąc wykorzystać właściwy moment Omnius przygotowuje zmasowany atak na stolicę Ligi Szlachetnych - planetę Salusa Secundus. W tym celu gromadzi wszystkie swoje siły na Corrinie i wysyła je do walki z ludźmi.
Gdy Vorian poznaje plan Omniusa przedstawia pomysł kontruderzenia na zsynchronizowane światy maszyn. Zamierza wykorzystać broń atomową oraz statki zaginające przestrzeń stworzone przez Normę Cenvę. Pomimo zagrożenia wynikającego z podróżowania nowoczesnymi statkami (około 10% podróży kończyło się zniszczeniem statku) ludzie podejmują błyskawiczną walkę i sukcesywnie zaczynają niszczyć wszystkie 543 zsynchronizowane światy. Ostatecznie flota ludzi dociera do ostatniej planety - Corrina, gdzie znajduje się potężna flota Omniusa. Planeta zostaje otoczona siatką smażącą, uniemożliwiającą upuszczenie przestrzeni maszynom posiadającym żelowe mózgi. 
Rozpoczyna się wieloletnie oblężenie Corrina. Pomimo iż Omnius nie zostaje zniszczony. ogłoszono zakończenie Dżihadu Butleriańskiego.